# Deportivo Toluca Fútbol Club
Maillots
Le Deportivo Toluca Fútbol Club S.A. de C.V., plus connu sous le nom de Club Deportivo Toluca, est un club de football fondé en 1917 et basé dans la ville de Toluca. Il évolue en première division mexicaine.

## Histoire
Le club est fondé le 12 février 1917 à Toluca et a été l'un des membres fondateurs de la Segunda División (deuxième division) en 1950. À la fin de la saison 1952-1953, le club parvient à être promu en Primera División, dont il fait partie intégrante depuis. Après que Toluca ait été finaliste en 1957 et 1958, le club a remporté son premier titre de champion en 1967. L'année suivante, non seulement il conserve ce titre, mais il remporte également la Coupe des champions de la CONCACAF.
Après un autre titre de champion en 1975, l'époque la plus réussie de l'histoire du club jusqu'à présent a été la fin des années 90 et le début des années 2000. Au cours de cette époque dorée, l'équipe termine quatre fois la saison (1998-1999, 1999-2000, 2001-2002 et 2002-2003) en tant que premier dans le classement cumulé de la saison, et remporte sept championnats. À cela s'ajoute un autre triomphe en Coupe des champions de la CONCACAF 2003.

## Palmarès
| Compétitions nationales | Compétitions internationales |
| - Championnat du Mexique (10) - Champion : 1967, 1968, 1975, 1998 (A), 1999 (A), 2000 (A), 2002 (A), 2005 (A), 2008 (A), 2010 (C) - Vice-champion : 1957, 1958, 1971, 2000 (C), 2006 (A), 2012 (A), 2022 (A) - Coupe du Mexique (2) - Vainqueur : 1956, 1989 - Finaliste : 1961, 2018 (C), 2019 (C) - Supercoupe du Mexique (4) : - Vainqueur : 1967, 1968, 2003, 2006 - Finaliste : 1956, 1975, 1989 | - Coupe des champions de la CONCACAF (2) - Vainqueur : 1968, 2003 - Finaliste : 1998, 2006, 2014 - Copa Interamericana - Finaliste : 1968 |